# الکتروکروماتوگرافی
الکتروکروماتوگرافی(به انگلیسی: Electrochromatography) یک روش جداسازی است که در شیمی تجزیه، بیوشیمی و زیست‌شناسی مولکولی برای جداسازی مولکول‌های بیولوژیکی مانند پروتئین ها استفاده می‌شود. 